# 莉安娜·桑德森
莉安娜·桑德森（英語：Lianne Sanderson，1988年2月3日—），英国女子足球运动员。她曾代表英格兰代表队参加2007年和2015年国际足联女子世界杯，其中2015年世界杯获得季军。